# 谷田邦彦
谷田 邦彦（たにだ くにひこ、1967年1月25日 - ）は、日本のオセロ選手・航空機操縦士。

## 人物
愛媛県松山市に生まれる。松山市立番町小学校、学習院中等科、学習院高等科、学習院大学経済学部卒業。
大学卒業後全日本空輸（ANA）入社、ボーイング767機長を経てボーイング787機長を務める傍ら、日本乗員組合連絡会議委員を務めている。
学習院高等科在学中の1982年にオセロ日本チャンピオンを経て、当時史上最年少となる15歳で同世界チャンピオンとなり、ギネス記録にも認定される。1984年度には全日本準優勝を果たす。
学習院大学在学中にオセロの入門書を2冊著す。一時期オセロからは退いていたが、2000年代に入ってから Yahoo! ゲームなどで再びオセロを打つようになる。
2018年に福地啓介が谷田の記録を破る最年少オセロ世界王者（当時11歳）となった際には、ANAの配慮により日本選手団の帰国便の機長を務め、谷田自らが機内アナウンスにより新王者を讃える一幕もあった。

## 著書
- 『図解 早わかりオセロ - これが必勝のコツだ!!』（日東書院本社、1986/12）ISBN 4528004933 - 改訂版は、あとがきは初版のままだが、改訂作業は序盤定石部分を中心に本人が約5年かけて行ったものである。
- 『絵でわかるオセロ入門』（日東書院本社、1988/05）ISBN 4528008440

## 公式SNS
- 谷田邦彦 (@kunihik_dartani) - X（旧Twitter）